# Josep Tomàs Ventosa i Soler
Josep Tomàs Ventosa i Soler   (Vilanova i la Geltrú, 30 de desembre de 1797 - 30 de juliol de 1874) va ser un polític i comerciant català.

## Biografia
El 1809, amb tan sols 12 anys, va emigrar a Cuba, establint-se a Matanzas, on va adquirir experiència i coneixements en el comerç del tèxtil. Aviat va enriquir-se i obtingué càrrecs públics fins a arribar a ser alcalde de la ciutat cubana en dues ocasions, els anys 1847 i 1852.
Destacà especialment per la seva filantropia. Va construir escoles tant a Vilanova i la Geltrú com a Matanzas, preocupat per l'analfabetisme que hi havia en aquella època. De la seva aportació filantròpica a Vilanova i la Geltrú destaquen les escoles públiques, el suport a edicions locals i la plaça de la Vila, on hi ha un monument a la seva persona. Aquest monument té una rèplica exacta a Matanzas.
Anys enrere, un incendi va destruir Las Casillas, i el monument es va traslladar a l'escola de beneficència Lenin. Ara ha retornat a la plaça original, que avui és la plaça del mercat.
Fruit de l'obra de Josep Tomàs Ventosa i Soler, Vilanova i la Geltrú i Matanzas són actualment ciutats agermanades.